# Мікрорайон Цілинний (Слов'янськ)
Мікрорайон Цілинний — історичний район на півночі міста Слов'янськ. Тут відбулося розселення козаків у XVIII столітті після ліквідації фортеці Тор. Знаходиться між Слов'янським курортом зі сходу та Північним із заходу.

## Історія

### Фортеця Тор
У фортеці Тор, яка розміщувалася на території сучасного заказника «Приозерний», було троє воріт: у сторону фортеці Маяки, міста Ізюм та Таганрогу. Дороги, які виходили з цих воріт називалися, відповідно: Маяківська, Ізюмська та Таганрозька. 

### Початок заселення
Від західних Ізюмських воріт утворилася Ізюмська вулиця. Після ліквідації фортеці Тор у 1773 році тут оселилися козаки, які стали селянами. Цей район у народі почали називати Бузинова Фортеця, через близькість до колишньої фортеці Тор. 
До 1776 року паралельно вулиці Ізюмській (або ще називали Ізюмський шлях) виникли вулиці Бузинівська, Левадна (назва пов'язана з левадами біля солоних озер, де випасали худобу), в'їзд Кустарний. Поруч було Боровське пасовище.
Неподалік існовало окреме козацьке поселення Ізюмський Кут.

### Часи купецтва

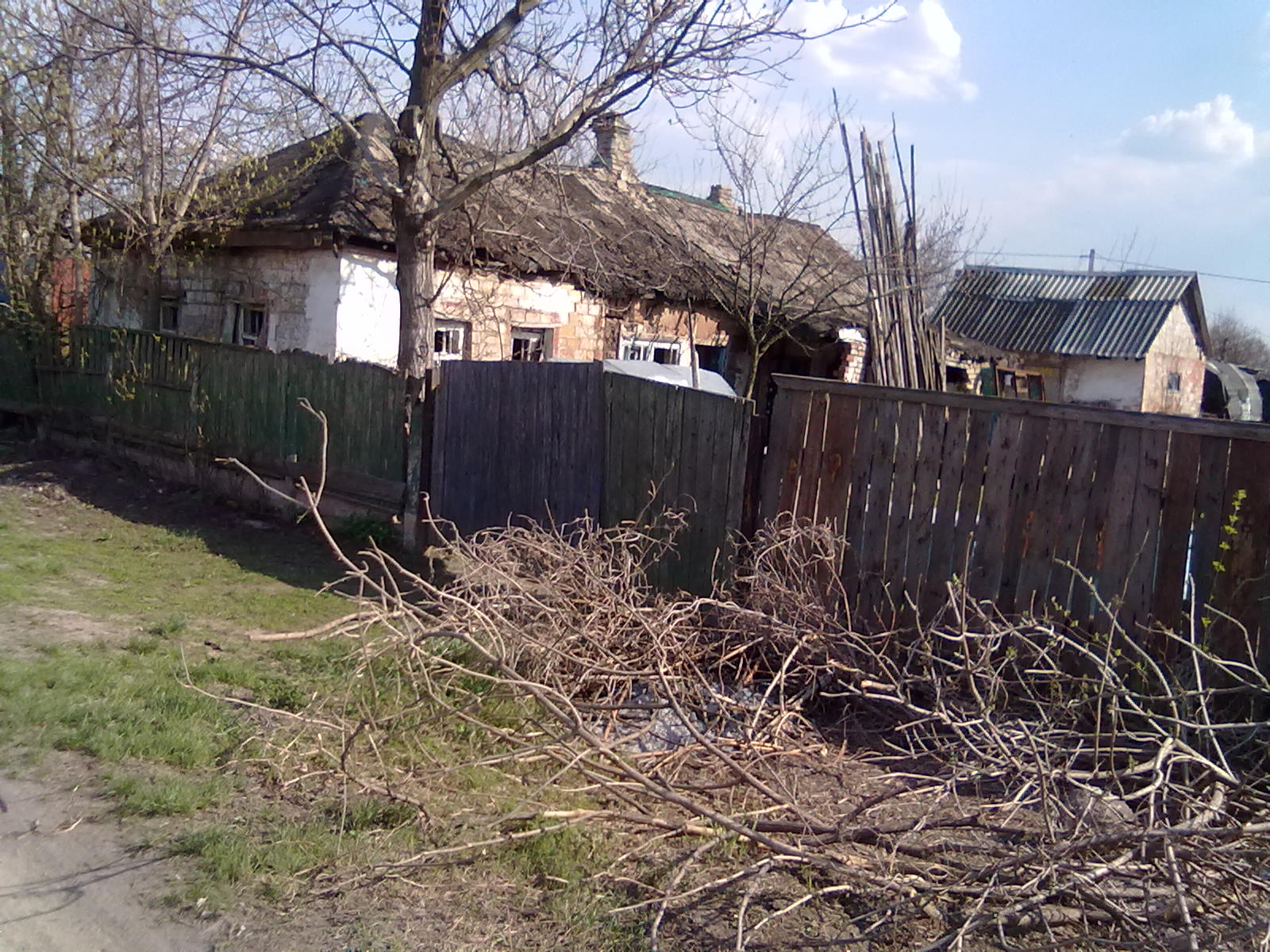
Мазанка на вулиці Ізюмській

Ці території були заболочені, мали неприємний запах сірководню, тобто були не дуже комфортними для життя. Тому містечко почало забудовуватися на південь, а не на північ. Так почалася забудова сучасного центру міста (Старого Міста). На Бузиновій Фортеці ж жили селяни та люди, що вирощували худобу, бо поруч були великі луки та пасовища. Забудова була типова: у стилі Слобожанських мазанок з очерету, які були обмазані глиною. Проте на південь, більш в ареалі Старого Міста були цегляні будинки. У XIX столітті поруч виникло ще кілька вулиць: Гусаківська (назва походить від однойменного яру) та Святогірська (згодом перейменована на Красногірська). Вже на Красногірській вулиці  
оселилися більш засожні містяни, вулиця стала брукованою, а будинки були з червоної цегли. 
До кінця ХІХ століття виникло не так багато вулиць та провулків, але вдалося забудуватися навколо солоних озер та до Ізюмського Кута, тому він став частиною Слов'янська. 

### Радянське планування
Після встановлення більшовицької влади в місті відбулося перейменування основних вулиць: Староізюмська стала Комнезаможа, на честь комітету незаможніх селян, Красногірська — Чапаєва, Іванівська — 8 березня, Левадна — Червоного Козацтва. 
Великі селянські земельні угіддя було поділено, а на їхньому місці утворено нові вулиці. Через це сучасна забудова виглядає хаотично та щільно.
У 1938-1939 роках розпочалася забудова поселення на північ. Планування вже стало рівним, вулиці стали паралельні, але земельні ділянки невеликі.
У 1956 році була побудована школа № 16.
У 1950-1970-х було утворено дуже багато нових вулиць та провулківна північ, а саме: вулиця Цілинна, Гірська, Гастелло, Ватутіна, Маяцька, Самбірська. Остання вулиця з півночі — Липецька.
Центральною вулицею стала Цілинна. Сучасна назва району не історична, а пов'язана з вулицею, яка була утворена наприкінці 1950-х років та названа на честь освоєння цілинних земель. Колишня ж назва Бузинова Фортеця забута та не використовується зараз.

### Сучасність
19 лютого 2016 року рішенням міського голови Слов'янська було перейменовано декілька вулиць. 20 травня 2016 року наказом керівника Донецької обласної військово-цивільної адміністрації цей список було продовжено. 
Адміністративно район належить Північному мікрорайону міста Слов'янськ від 2016 року.

## Географія

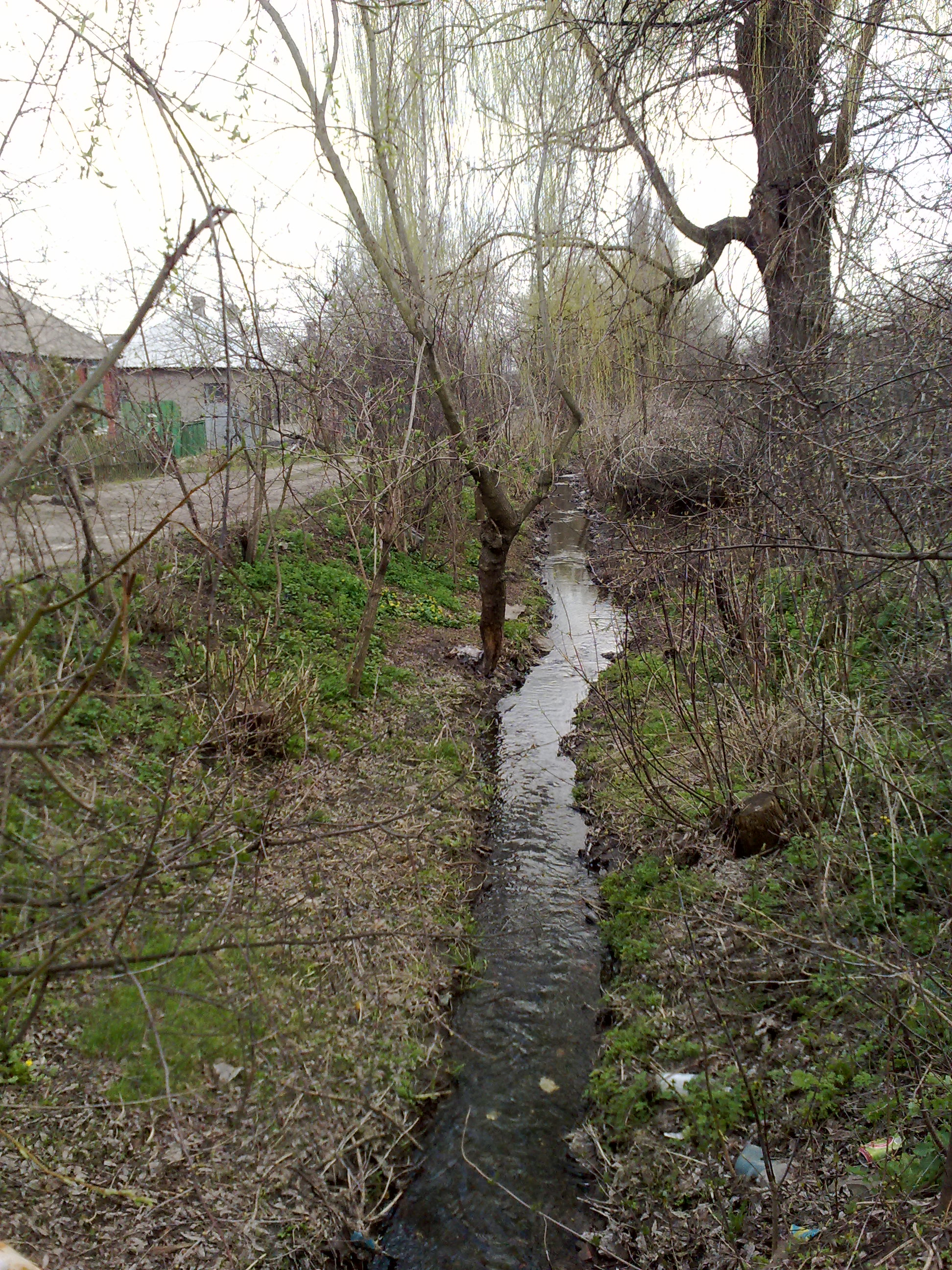
Струмок Калантаївка

На межі Цілинного та Північного розташована балка Соболівка, посеред балки протікає однойменний потічок, що згодом впадає в струмок Колонтаївка.
Поряд вулиці Геологічної знаходиться озеро Сліпне та дачне селище «Здоров'я».